# Polakożerstwo
Polakożerstwo – określenie używane wobec antypolskiej polityki kanclerza Prus Ottona von Bismarcka w latach 1885–1900, oraz wypowiedzi współpracowników kanclerza o odcieniu rasistowskim, mających usprawiedliwiać politykę germanizacji.
Określenia tego używa się czasem w szerszym zakresie w stosunku do historycznych przejawów niechęci, bądź nienawiści do Polaków, występujących w XIX i XX w. w Rosji, a także w czasach III Rzeszy, kiedy to Polaków zakwalifikowano do kategorii „podludzi” (die Untermenschen).